# Mimosa pedunculosa
Mimosa pedunculosa är en ärtväxtart som beskrevs av Marc Micheli. Mimosa pedunculosa ingår i släktet mimosor, och familjen ärtväxter. Inga underarter finns listade i Catalogue of Life.